# Epistocracia
Epistocracia, defendida por Jason Brennan, é um termo que foi criado, em 2003, por David Estlund, a partir das palavras gregas episteme + krateia. A primeira significa conhecimento científico ou verdadeiro, enquanto que a segunda significa governo ou poder. A epistocracia é, pois, o regime político em que a governação é entregue aos sábios, aos conhecedores dos dossiers da governação. Em que só os mais esclarecidos possam votar ou ser eleitos.
Surge na convicção de que os cidadãos nas democracias tem pouco ou nenhum poder em termos de tomada de decisões coletivas, o que os desencoraja de tentarem estar melhor informados sobre assuntos de interesse coletivo. Igualmente parte da constatação de a maior parte da população é ignorante em matéria de política, quando não absolutamente irracional, o que cria inimigos cívicos e que esta ignorância originaria decisões políticas incompetentes, injustas e ilegítimas, uma vez que em democracia a escolha dos governantes é uma decisão expressa por sufrágio universal (um cidadão, um voto). Com isso, dever-se-ia reconhecer que, como a democracia é incompetente para resolver os problemas de paz, segurança e justiça, por exemplo.
É um sistema político que pretende distribui o poder na proporção do conhecimento ou competência, podendo assumir a forma de sufrágio restrito — isto é, restringindo o voto dos ignorantes, votos adicionais para os mais competentes, sorteio e processo de formação destes eleitores, veto epistocrático, de forma que os mais competentes poderiam vetar certas leis, ou mesmo votos com pesos diferentes entre os que sabem e os que ignoram os temas políticos.
Este conceito, já vem do tempo de Platão, que defendia a chamada sofocracia, ou seja, o governo baseado na virtude da moderação resultante da contemplação do Bem, que era exclusiva dos sábios e cujo modelo só foi assumido parcialmente com os poderes que a aristocracia teve ao longo dos séculos.